# Peski (Oblast' di Mosca)
Peski (in russo Пески?) è una cittadina della Russia europea centrale, situata nell'oblast' di Mosca. Apparteneva amministrativamente al Kolomenskij rajon.

## Geografia
Sorge nella parte sudorientale dell'oblast', 101 chilometri a sudest della città di Mosca.

## Storia
Attestata nelle cronache locali a partire dall'anno 1577, si sviluppò nel XX secolo in seguito all'avviamento di cave di pietra calcarea; il centro ottenne lo status di insediamento di tipo urbano nel 1938.